# Eva von Redecker

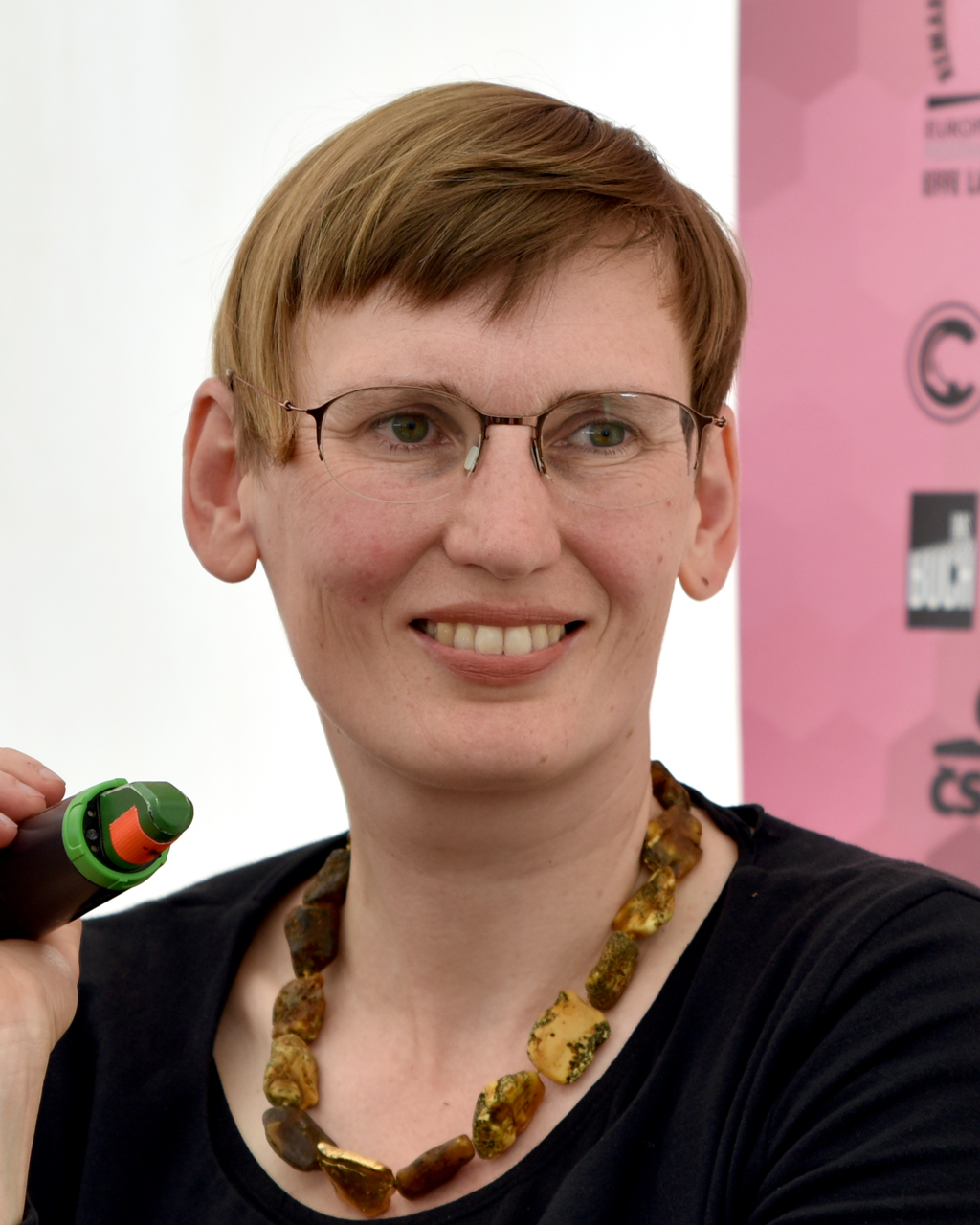
Eva von Redecker (2024)

Eva Katharina von Redecker (* 2. Februar 1982 in Kiel) ist eine deutsche Philosophin, Autorin und Publizistin.

## Leben
Eva von Redecker wurde in Kiel geboren und verbrachte ihre Kindheit auf dem Biobauernhof Schoolbek in Kosel, den ihre Eltern betrieben. Nach dem Abitur am Jungmann-Gymnasium in Eckernförde studierte sie in Kiel, Tübingen, Cambridge und Potsdam Philosophie, Germanistik und Geschichte. Studien der Medizin und des Lehramts brach sie ab. Das Studium schloss sie 2009 mit dem Magister ab.
Zwischen 2009 und 2019 war von Redecker wissenschaftliche Mitarbeiterin am Lehrstuhl für praktische Philosophie/Sozialphilosophie der Humboldt-Universität Berlin. Sie hat ab 2017 als stellvertretende Direktorin das Center for Humanities and Social Change mitaufgebaut. Von 2013 bis 2014 war sie als Gastwissenschaftlerin am philosophischen Institut der Universität Cambridge (UK). Ihr Mentor dort war Raymond Geuss, der gemeinsam mit der Erstbetreuerin Rahel Jaeggi auch ihre 2015 abgeschlossene Promotion betreute. Im Wintersemester 2015/2016 lehrte von Redecker als Gastdozentin an der New School for Social Research in New York. Sie hatte 2020/21 eine Marie-Skłodowska-Curie-Fellowship an der Universität Verona inne und forschte in diesem Rahmen zum autoritären Charakter. Eva von Redecker ist assoziiertes Mitglied des Zentrums für transdisziplinäre Geschlechterstudien der Humboldt-Universität Berlin.
Im Rahmen der COVID-19-Pandemie trat Eva von Redecker als Erstunterzeichnerin der Zero Covid Kampagne für eine Zero-Covid-Strategie ein, welche das Ziel verfolgte, Corona zu eliminieren. Zur Europawahl 2024 ist von Redecker Erstunterzeichnende der Kampagne Wir wählen links. Mitte Juni 2024 forderte von Redecker mit mehreren tausend weiteren Dozenten den Rücktritt der Bildungs- und Forschungsministerin Bettina Stark-Watzinger aufgrund ihrer Erwägungen zur Sanktionierung von Hochschulangehörigen.
Redecker wurde christlich erzogen und bezeichnet sich als ungläubige Christin. Sie lebt in der Prignitz.

## Werk
Von Redeckers Forschungsthemen liegen an der Schnittstelle von Kritischer Theorie und feministischer Philosophie. Thematisch handeln ihre Publikationen von Eigentum, sozialem Wandel, Struktur und Handlungsfähigkeit sowie moralischem Urteilen.

### Revolutions- und Gewaltbegriff
In ihrem Buch Praxis und Revolution plädiert Eva von Redecker für ein neues Revolutionsverständnis. Radikaler Wandel, so die vor dem Hintergrund einer materialistischen Sozialtheorie entwickelte These, vollzieht sich prozessual über die sukzessive Übertragung von abseitiger Praxis zu neuen Paradigmen. Daneben verfasste von Redecker eine Einführung in die Philosophie Judith Butlers, in der Butlers Gesamtwerk in verschiedenen Facetten als eine Analyse von „Gewalt vor der Gewalt“ verständlich gemacht wird, sowie eine Monografie über Hannah Arendts Moralphilosophie.

### Phantombesitz
In Revolution für das Leben und ihren akademischen Arbeiten definiert Redecker das Konzept des „Phantombesitzes“ als historisch begründeter „Verfügungswillen […], wo gar kein institutionell abgesicherter Herrschaftsanspruch mehr besteht“. Demnach bestünden verschiedene Formen der Diskriminierung und Unterdrückung Benachteiligter intersektional fort und würden im neoliberalen Kapitalismus als Eigentum vormals rechtlich Privilegierter beansprucht. Hierdurch ließen sich gesellschaftliche Backlashes wie auch individuelle Gewalttaten erklären.

### Bleibefreiheit
In ihrem Buch Bleibefreiheit definiert sie den meist räumlich verwendeten Freiheitsbegriff zeitlich um. In Zeiten der Klimakrise und umweltschädlichen Mobilitätsverhaltens erscheint es ihr zukunftsfähiger, Freiheit als die Möglichkeit, an einem Ort zu bleiben, zu verstehen, um Lebensgrundlagen zu erhalten. Erst auf diese Weise führe „Bleibefreiheit“ nicht zur Vereinzelung, sondern fördere gemeinsame Verantwortung für die Umwelt. Ihre Umdeutung des Freiheitsbegriffes wurde kontrovers diskutiert.

## Veröffentlichungen

### Monographien
- Bleibefreiheit. S. Fischer, Frankfurt am Main 2023, ISBN 978-3-10-397499-7.[19]
- mit Maja Göpel: Schöpfen und Erschöpfen, hrsg. v. Margarita Tsomou und Maximilian Haas. Matthes & Seitz, Berlin 2022, ISBN 978-3-7518-0546-9.
- Revolution für das Leben. Philosophie der neuen Protestformen. S. Fischer, Frankfurt am Main 2020, ISBN 978-3-10-397048-7.
- Praxis und Revolution. Eine Sozialtheorie radikalen Wandels. Campus, Frankfurt am Main 2018, ISBN 978-3-593-44016-3.
  - englische Ausgabe: Praxis and Revolution. A Theory of Social Transformation. Columbia University Press, New York 2021, ISBN 978-0-231-19823-3.
- Gravitation zum Guten. Hannah Arendts Moralphilosophie. Lukas Verlag, Berlin 2013, ISBN 978-3-86732-166-2.
- Zur Aktualität von Judith Butler. Eine Einleitung in ihr Werk. VS Verlag, Wiesbaden 2011, ISBN 978-3-531-16433-5.

### Wissenschaftliche Aufsätze (Auswahl)
- Vorwort, IX-XXIX in: Max Horkheimer, Theodor W. Adorno: Dialektik der Aufklärung. Philosophische Fragmente. Frankfurt am Main: S.Fischer (2022).
- Autoritäre Akkumulation. Hannah Arendt über Hobbes’ Leviathan und bürgerliche Geschichte, 897–914 in: Deutsche Zeitschrift für Philosophie 69:6 (2021).
- Hannah Arendt und das Anthropozän. Nachwort zur Neuausgabe, 197–215 in: Hannah Arendt: Fragwürdige Traditionsbestände im politischen Denken der Gegenwart, hg. v. Thomas Meyer, München: Piper (2021).
- Ownership’s Shadow. Neo-Authoritarianism as Defense of Phantom Possession, 33–67 in: Critical Times 3:1 (2020) doi:10.1215/26410478-8189849.
- Symbolic fairy godmothers, navigation, and reorienting oneself in philosophy, in: Audrey Lasserre, Jean-Louis Janelle (Hrsg.): Se réorienter dans la pensée. Femmes, philosophie et arts, autour de Michèle Le Dœuff. Rennes: Presses Universitaires des Rennes (2018).
- Gender Parody, 279–292 in: Bettina Papenburg (Hrsg.): Macmillan Interdisciplinary Handbooks Gender: Laughter. New York: Macmillan (2017).
- ‘Anti-Genderismus‘ and right-wing hegemony, 2–7 in: Radical Philosophy 198 (July/August 2016).
- Marx’s Concept of Needs in the Guise of Queer Desire, 31–46 in: Nikita Dhawan, Antke Engel, Christoph Holzhey, Volker Woltersdorff (Hrsg.): Global Justice and Desire. Queering Economy. London: Routledge (2015).
- Topischer Sozialismus. Zur Exodus-Konzeption bei Gustav Landauer und Martin Buber, 93–108 in: WestEnd. Neue Zeitschrift für Sozialforschung 11(1) (2014).
- Orlando calling. Il genere e l’unificazione degli individui sociali, 253–273 (übers. v. Verena De Monte) in: Federica Gregoratto, Filippo Ranchio (Hrsg.): Contesti del riconoscimento. Mailand: Mimesis (2014).
- Vorgriff mit Nachdruck. Zu den queeren Bedingungen zivilen Ungehorsams, 117–130 in: Friedrich Burschel, Andreas Kahrs, Lea Steinert (Hrsg.): Ungehorsam! Disobedience! Theorie und Praxis kollektiver Regelverstösse. Münster: Edition Assemblage (2014).

### Essays
- Was wird jetzt aus der Freiheit?, 53 in: Die Zeit (13. Oktober 2021).
- Brief aus dem Wald, 2 in: Le Monde diplomatique D (11. Februar 2021).
- Lesbisches Sehen, 116–126 in: Stefanie Kuhnen (Hrsg.): Lesben Raus! Für mehr lesbische Sichtbarkeit. Berlin: Querverlag (2017).
- A Hommage to Care-sluts, in: Nyx. A Nocturnal 2. London: Goldsmiths University, Centre for Cultural Studies (2017).

### Herausgeberschaft
- Judith Butler: Krieg und Affekt. Hrsg. mit Judith Mohrmann und Juliane Rebentisch, Berlin: Diaphanes (2009).
- Lust an Komplexität und Irritation / Pleasures of Complexity and Confusion. 10 Jahre Institut für Queer Theory. Hrsg. mit Antke Engel und Jule Jakob Govrin. Berlin: Gender/Queer e. V. (2010), ISBN 978-3-00-053141-5.

### Sonstige Beiträge
- Mit Jan Groos: Relational Revolutions. In: Jan Groos, Christoph Sorg (Hrsg.): Creative Construction. Bristol University Press, 2025, ISBN 978-1-5292-3514-2, S. 230–244, doi:10.51952/9781529235142.ch012.